# Маркони (лунный кратер)
Кратер Маркони (лат. Marconi) — большой ударный кратер в экваториальной области обратной стороны Луны. Название присвоено в честь итальянского радиотехника и предпринимателя Гульельмо Маркони (1874—1937) и утверждено Международным астрономическим союзом в 1970 г. Образование кратера относится к раннеимбрийскому периоду.

## Описание кратера
Ближайшими соседями кратера Маркони являются кратер Деллинджер на северо-западе; кратеры Вильев и Ван ден Бос на севере; кратер Чаплыгин на северо-востоке; кратер Бейеринк на юго-востоке; кратер Деннинг на юге-юго-западе и кратер Шовене на западе-юго-западе. Селенографические координаты центра кратера 9°29′ ю. ш. 145°12′ в. д. / 9,48° ю. ш. 145,2° в. д., диаметр 72,9 км, глубина 2,8 км.
Кратер Маркони имеет близкую к циркулярную форму с небольшими выступами в северной и южной части. Вал несколько сглажен, в южной части имеет понижение. Внутренний склон сохранил остатки террасовидной структуры. Высота вала над окружающей местностью достигает 1310 м, объем кратера составляет приблизительно 4800 км³.  Северная часть чаши сравнительно ровная, возможно выровненная лавой, южная часть – пересеченная. В юго-восточной части чаши расположены два небольших чашеобразных кратера. В центре чаши находится поднятие местности образованное несколькими холмами.

## Сателлитные кратеры
| Маркони | Координаты                                              | Диаметр, км |
| ------- | ------------------------------------------------------- | ----------- |
| C       | 8°20′ ю. ш. 146°55′ в. д. / 8,34° ю. ш. 146,91° в. д.   | 9,7         |
| H       | 10°47′ ю. ш. 147°35′ в. д. / 10,78° ю. ш. 147,59° в. д. | 41,4        |
| L       | 11°40′ ю. ш. 145°20′ в. д. / 11,67° ю. ш. 145,33° в. д. | 36,2        |
| S       | 9°55′ ю. ш. 143°11′ в. д. / 9,91° ю. ш. 143,19° в. д.   | 16,8        |

- Образование сателлитного кратера Маркони L относится к нектарскому периоду[1].

## См.также
- Список кратеров на Луне
- Лунный кратер
- Морфологический каталог кратеров Луны
- Планетная номенклатура
- Селенография
- Минералогия Луны
- Геология Луны
- Поздняя тяжёлая бомбардировка